# Já, padouch
Já, padouch (v anglickém originále Despicable Me) je americký animovaný film z roku 2010.

## Děj
Na začátku filmu přijíždí v autobuse skupinka turistů podívat se na pyramidy v Egyptě konkrétně v Gíze. Hlavní roli tam hraje matka, která přijela s dvěma syny, starším a mladším, Justinem. Když mamka bude fotit staršího synka u pyramid, Justin toho využije a po dřevěném mostě vyběhne k pyramidě. Z mostu spadne, ale pyramida ho odmrští na břicho jeho bratra. A právě tak se zjistí, že velká pyramida v Gíze byla uloupena a nahrazena obří nafukovací replikou. A tak všechny státy začnou své památky hlídat non-stop. Potom se konečně dostáváme do Ameriky a poprvé se na scéně objeví Gru. Gru vypadá jako dobrák, ale tak to vůbec není. Je to padouch co má prsty v bezpočtu krádeží zbraní. Vlastní psa Kaila a spolupracuje se starým profesorem, doktorem Nefariem. Ale to není všechno. V jeho práci mu také pomáhají malí žlutí mimoni, kterých je celkem víc než 10 000. Gru dostane vztek na toho kdo ukradl pyramidu a rozhodne se ho trunfnout krádeží Měsíce. Bohužel nebude mít peníze a proto si půjde do banky padouchů pro další úvěr. Potká tam bláznivého chlapce Vectora o kterém se od pana Perkinse dozví, že to on ukradl pyramidu. Pan Perkins chce aby nejdříve ukradl zmenšovací paprsek aby se Měsíc vůbec dal uloupit. Gru ho ukradne, ale Vector ho ukradne zase jemu a ještě mu zmenší loď. Na pomoc si Gru z dětského domova pro dívky adoptuje Margo, Edith a Agnes. S jejich pomocí se mu podaří paprsek uloupit. Potom se jich bude chtít zbavit, ale v Zemi kolotočů pozná, že je má rád. Doktorovi Nefariovi se to nebude líbit a tak zavolá do dětského domova a vrátí je. Gruovi se podaří ukrást Měsíc, ale pak si ještě vzpomene na slib co dal Agnes: Půjde na jejich baletní představení. Ale nestihne to a zjistí, že holky unesl Vector a chce za ně Měsíc. Gru mu ho dá, ale on ho podvede a holky si nechá, ale Gru mu s pomocí jeho raket rozbije vrata od pevnosti, zbije mu žraloka a s pomocí doktora a mimoňů holky zachrání a Vector skončí na měsíci. Nakonec budou holky tancovat balet, ale mimoňové z toho udělají parádní Disco. A Gru s holkama se budou dívat na Měsíc na kterém se do tance dal i Vector.

## Dabing
V českém znění:
- Gru – Jiří Lábus
- Vector – Jiří Panzner
- Doktor Nefario – Jan Přeučil
- Gruova matka – Jana Postlerová
- pan Perkins – Jiří Hromada
- slečna Hattie – Marcela Kyselová
- Margo – Ivana Korolová
- Edith – Kateřina Bobovyčová
- Agnes – Alena Kokrdová
- Mimoni – Zdeněk Štěpán